# Cyzenis jucunda
Cyzenis jucunda är en tvåvingeart som först beskrevs av Johann Wilhelm Meigen 1838.  Cyzenis jucunda ingår i släktet Cyzenis och familjen parasitflugor. Arten är reproducerande i Sverige. Inga underarter finns listade i Catalogue of Life.